# Regenbogenfahne

Heute verbreitetste Form der Regenbogenfahne als internationales Symbol der queeren Bewegung,
sechs Streifen (ohne cyan und pink)

Auf einer Regenbogenfahne befinden sich symbolhaft die gleichen Farben, wie man sie im Regenbogen erkennen kann bzw. wie sie im Farbenspektrum auftreten. Mit einer solchen Fahne wird in zahlreichen Kulturen weltweit die Stimmung für Frieden, Aufbruch und Veränderung ausgedrückt. Sie gilt auch als Zeichen für Toleranz und Akzeptanz der Vielfalt von Lebensformen, der Hoffnung und der Sehnsucht.

## Historische Verwendung

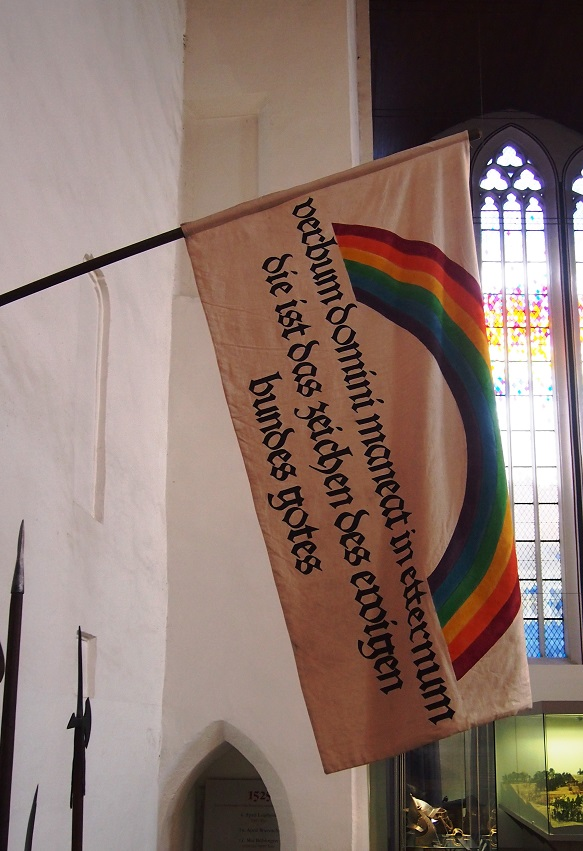
Regenbogenfahne von Thomas Müntzer und des Mühlhäuser Haufens in der Schlacht bei Frankenhausen 1525

### Deutsche Bauernkriege 1525
Im Alten Testament und in der altorientalischen Kultur war der Regenbogen ein Zeichen des Friedens zwischen Mensch und Gott. Von hier ausgehend wurden in den deutschen Bauernkriegen der Bundschuh und die Regenbogenfahne zum Zeichen der Erneuerung des Bundes mit Gott (Genesis 9:11–17, Jesaja 40:8, 1. Petrus 1:25), der Hoffnung und Veränderung. Thomas Müntzer verband mit der Verkündigung des Evangeliums sozialrevolutionäre Forderungen. Er wird wie beim Müntzer-Denkmal in Stolberg oft mit einer Regenbogenfahne in der Faust abgebildet.

## Friedensbewegung

### „World Peace Flag“ von 1913 des Weltfriedenskongresses

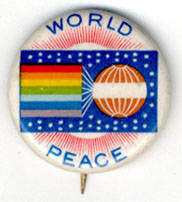
Van Kirks Weltfriedensflagge

James William van Kirk, ein Geistlicher aus Youngstown (Ohio), entwarf 1913 eine „Friedensflagge“ mit Regenbogenstreifen, Sternen und einem Globus. Mit dieser Flagge unternahm er zwei Friedensreisen durch Europa. Der Weltfriedenskongress übernahm diese Flagge als „Flagge des Weltfriedens“.

### Moderne Friedensbewegung („PACE-Flagge“)

Regenbogenfahne der Friedensbewegung („Pace-Flagge“)

Eine Form der Regenbogenfahne steht für die internationale Friedensbewegung: Die Bandiera della Pace ist seit 1961 das Symbol der italienischen Friedensbewegung. Sie wurde von dem Friedensaktivisten Aldo Capitini entworfen und zum ersten Mal bei einem Friedensmarsch am 24. September 1961 verwendet.
Zum Zeichen des Protestes gegen den Irak-Krieg im Jahr 2003 flatterte sie vor italienischen Häuserwänden und auf Balkonen nach dem Aufruf Pace da tutti i balconi (‚Friede von allen Balkonen‘) durch Pater Alex Zanotelli. Als Anti-Kriegs-Symbol fand die Regenbogenfahne daraufhin auch außerhalb Italiens Verbreitung und wurde in ganz Europa zum wichtigsten Symbol der Irakkriegs- und NATO-Gegner (PACE – no to nato).
Die Pace-Fahne ist auch oft auf Friedensdemonstrationen, wie 2022 gegen den russischen Überfall auf die Ukraine, zu sehen.

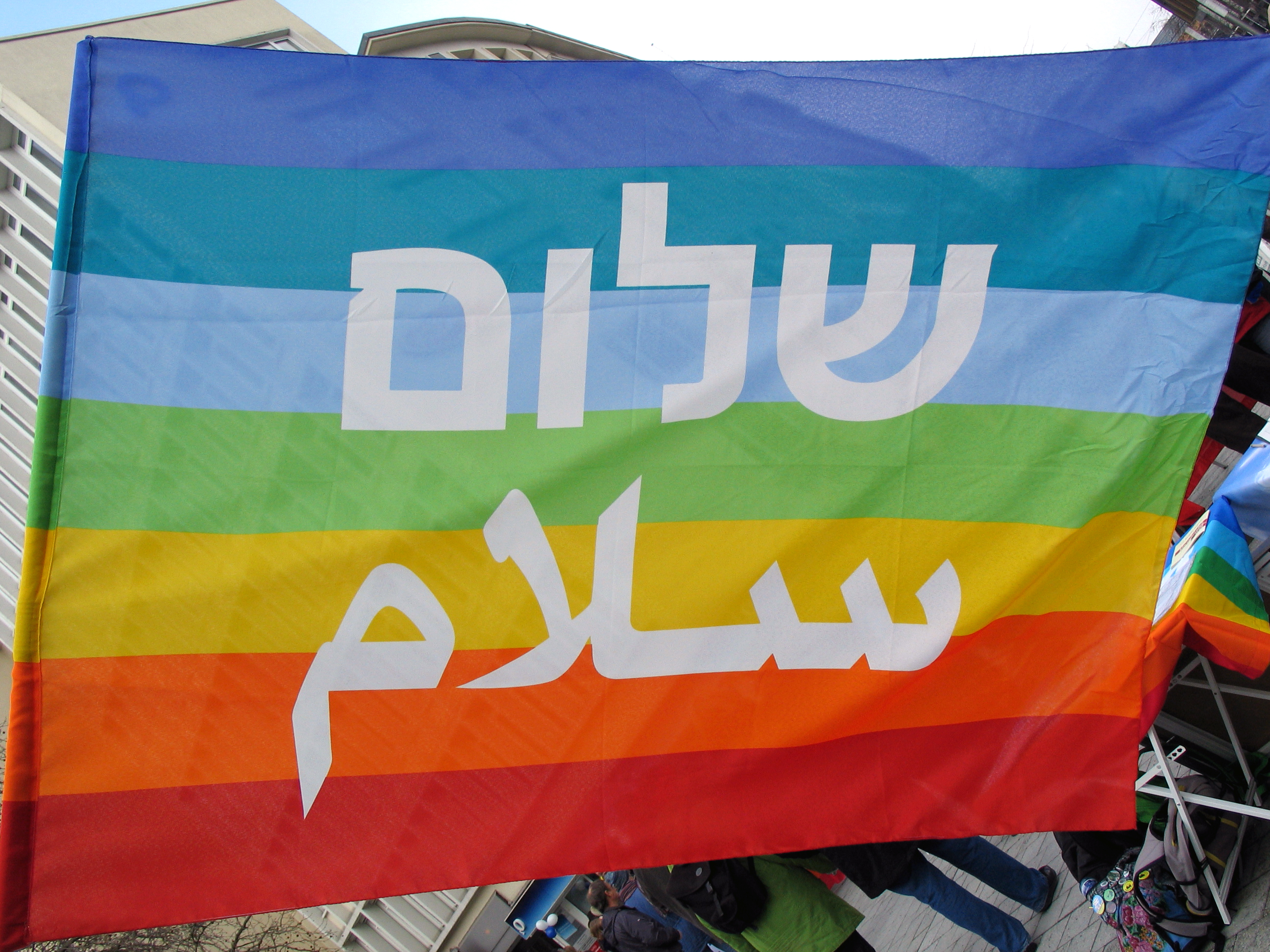
Regenbogenfahne auf einem Ostermarsch in Hannover mit der hebräischen Schreibweise für Schalom und der arabischen für Salām

Die sieben Farben sind von Violett nach Rot angeordnet, stehen also in Bezug auf den natürlichen Regenbogen kopfüber. Die PACE-Fahne zeigt sowohl Dunkel- als auch Hellblau (Cyan). Diese Fahne trägt zudem oft in weißer Schrift den Schriftzug PACE (dt. „Friede“). Mitunter ist das Wort PACE durch die jeweilige Landessprache ein- oder beidseitig ersetzt, etwa Peace, Paix, Schalom oder Frieden.
Die Reihenfolge der Farben wird im Lied Rosso, Arancio, Giallo … von Assalti Frontali aufgegriffen:

„Rosso, arancio, giallo, verde, azzurro, indaco, violetto, sul ponte sventola bandiera

 Rosso, arancio, giallo, verde, azzurro, indaco, violetto

 Questo e il mio colore, il posto dove stare“

Verbreitet ist die Farbfolge Violett–Blau–Hellblau–Grün–Gelb–Orange–Rot und dem Pace-Schriftzug asymmetrisch auf Hellblau–Grün.

## Symbol der LGBTQ-Bewegung

Ältere siebenstreifige Regenbogenfahne, mit cyan zwischen grün und blau sowie umgekehrter Farbreihenfolge (von unten: rot, orange …)

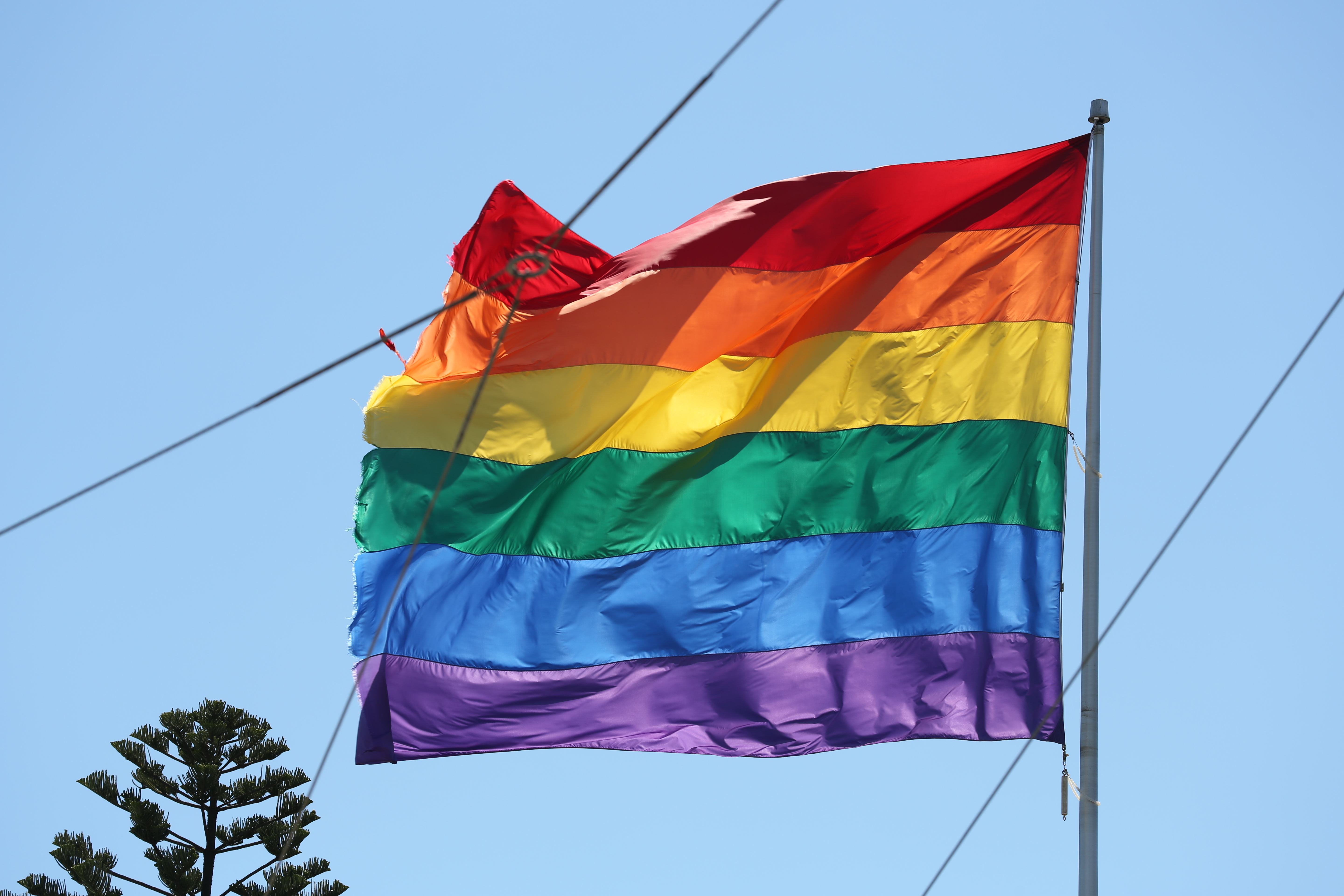
Regenbogenfahne als internationales schwul-lesbisches Symbol in The Castro (San Francisco)

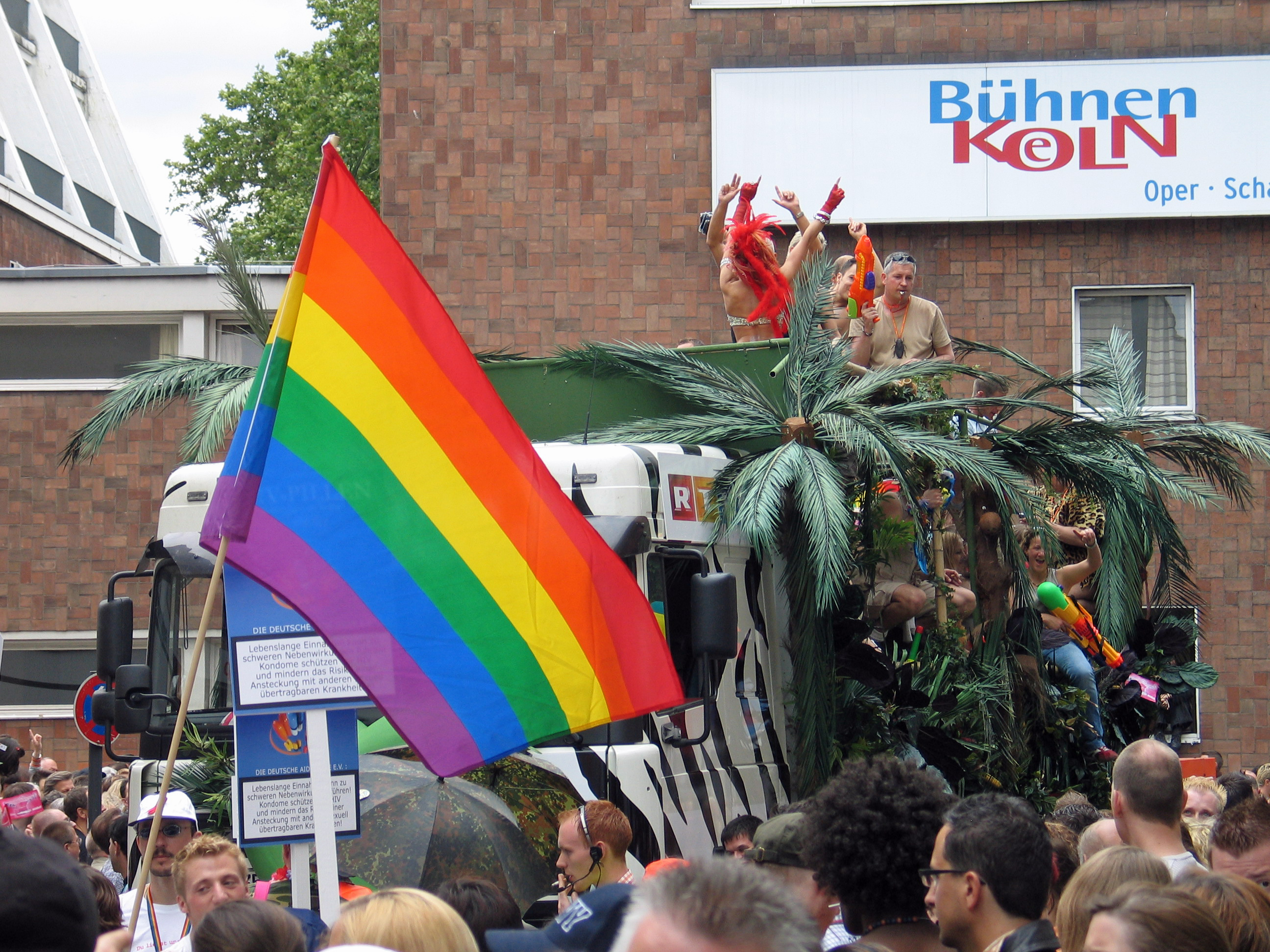
Regenbogenfahne auf dem Christopher Street Day in Köln (2004) …

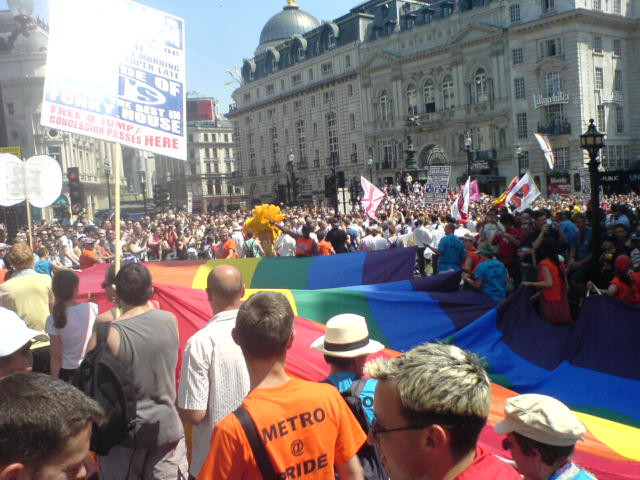
… beim Europride 2006 auf dem Piccadilly Circus in London …

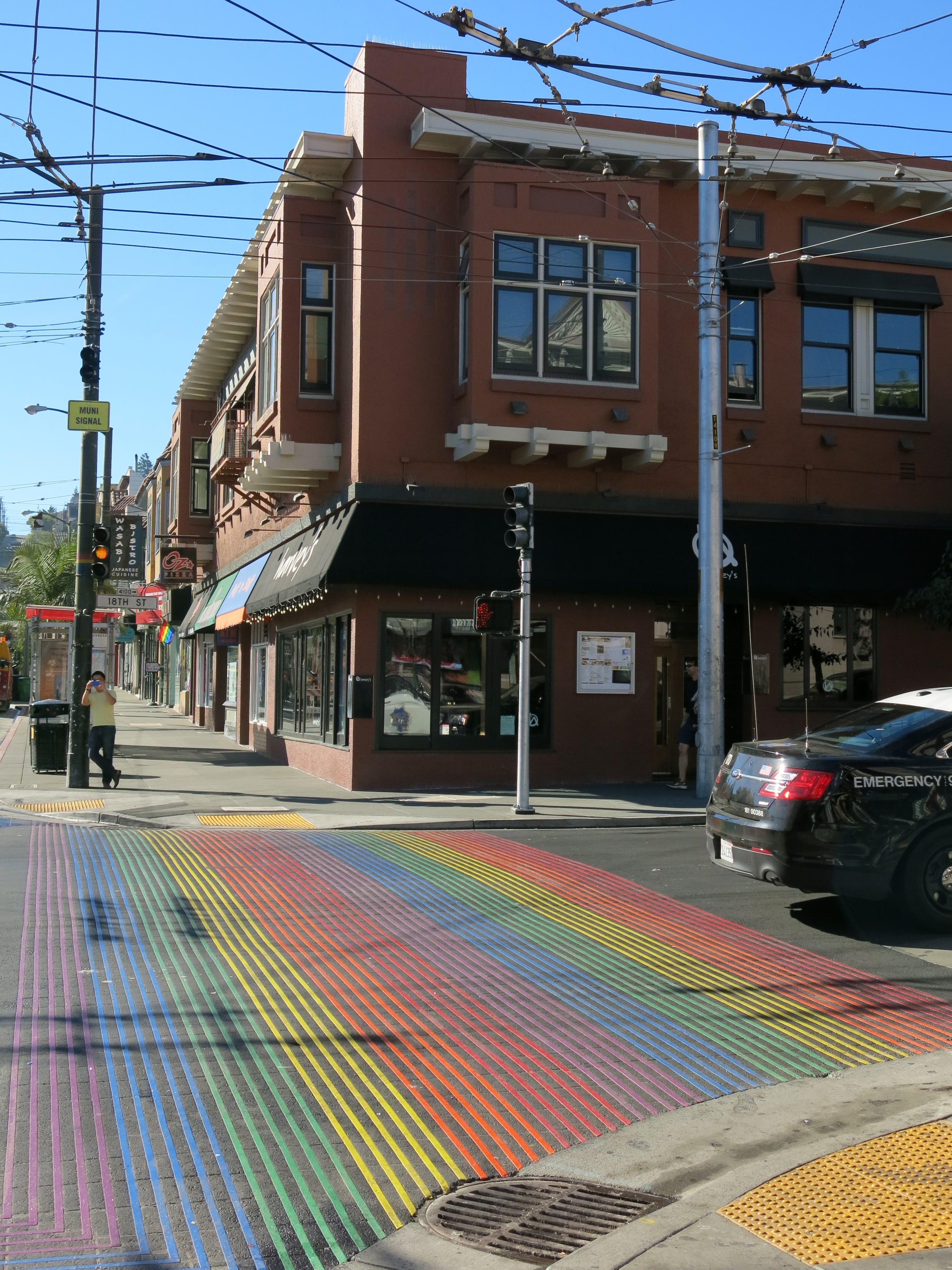
… und seit 2014 als Zebrastreifen in The Castro in San Francisco.

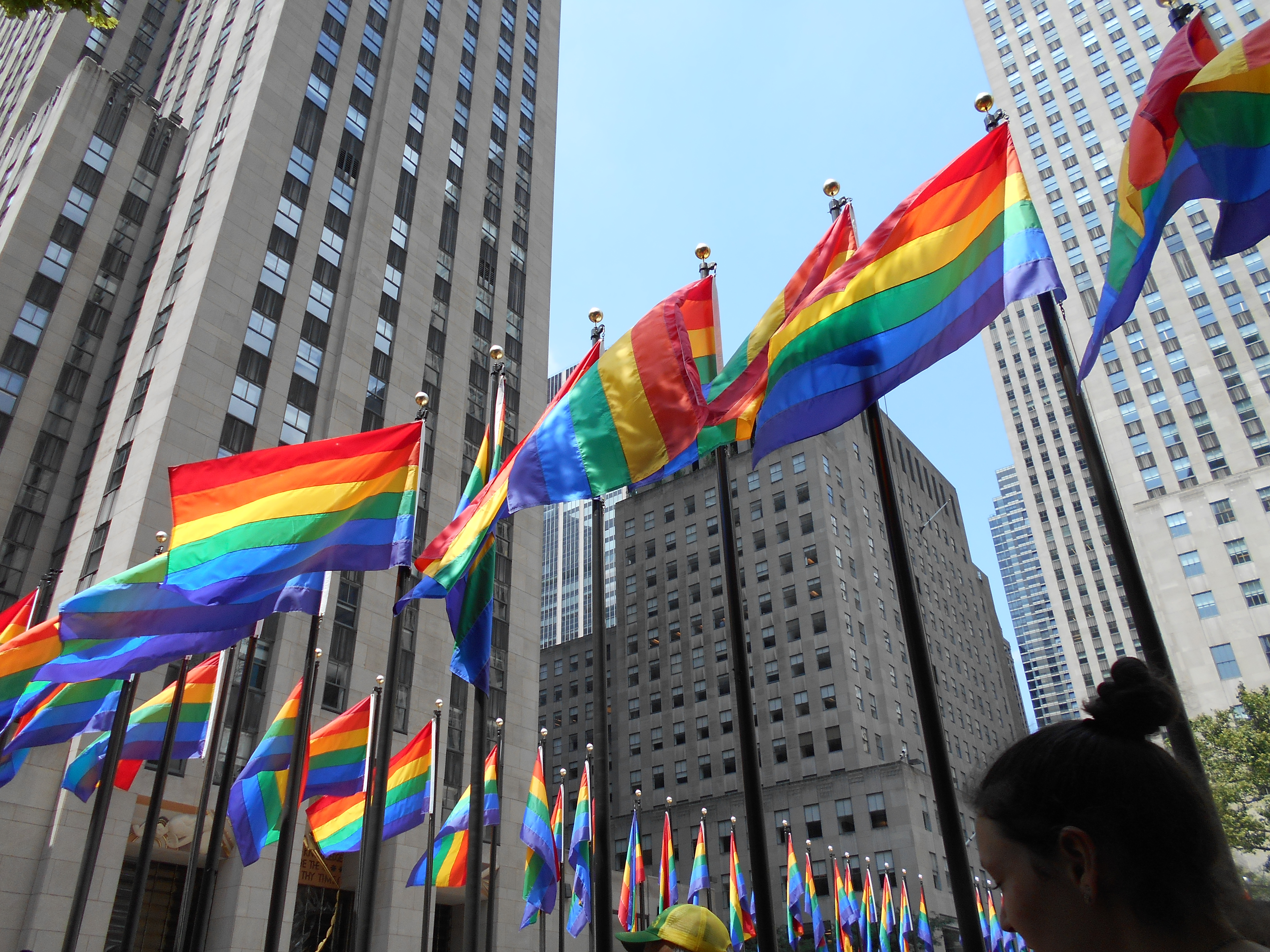
Beflaggung der Rockefeller Plaza, New York City, anlässlich des fünfzigjährigen Jubiläums der Stonewall Riots 2019

Die Regenbogenfahne der Schwulenbewegung wurde 1978 von Gilbert Baker für den Gay Freedom Day, dem Vorläufer späterer Gay Prides, in San Francisco entworfen.
Das Regenbogenbanner, welches als Symbol in der Gay-Community großen Anklang fand, unterscheidet sich von der PACE-Fahne in drei Details:
1. Dieses Regenbogenbanner enthält nur sechs Farben.
2. Die Farbtöne sind in umgekehrter Richtung angeordnet, mit den Rottönen oben und den Blautönen unten.
3. Sie trägt keinen Schriftzug.

Neben dem Rosa Winkel, den schwule Lagerinsassen als Kennzeichnung in den nationalsozialistischen KZs tragen mussten, dem Red Ribbon, der Roten Schleife, die als Solidaritätszeichen für HIV-Infizierte und AIDS-Kranke dient und dem Lambda-Symbol, das vor allem in der DDR verbreitet war, etablierte sich die Regenbogenfahne weltweit zu dem Kennzeichen der Schwulenbewegung.
Die Regenbogenfahne von Gilbert Baker gilt bis heute als das Symbol für schwulen Stolz sowie für die Vielfalt der Lebensweise von Schwulen und ist wohl die am häufigsten verwendete Pride-Flagge. Allerdings trugen bereits neun Jahre zuvor, beim Begräbnis der in Schwulenkreisen sehr beliebten Schauspielerin Judy Garland im Jahre 1969, einige Schwule Regenbogenfahnen. Diese waren eine Anspielung auf eines der bekanntesten Lieder von Garland, Over the Rainbow aus dem Film Der Zauberer von Oz (The Wizard of Oz), ein Lied über einen Ort, „an dem alles besser und gerechter ist“. Ob die Regenbogenfahne daraus hervorging, ist umstritten.
Im November 1978 wurde Harvey Milk, als Mitglied des Stadtrates von San Francisco der erste offen schwul lebende Politiker der Vereinigten Staaten, ermordet. Zu seinen Ehren und zum Zeichen der Solidarität beschlossen die Organisatoren der Schwulenparade von 1979, Bakers Flagge bei dem Protest- und Trauermarsch als Symbol zu verwenden. 2014 etablierte die City of San Francisco an der Hauptkreuzung inmitten der Castro Street Regenbogenstreifen anstatt der üblichen Zebrastreifen als Fußgängerübergang.
Die ursprüngliche Version der Fahne bestand aus acht Farbstreifen. Für die Massenproduktion und den Verkauf seiner „Gay Flag“ wandte sich Gilbert Baker an die in San Francisco ansässige Paramount Flag Company. Da das von Baker selbst gefärbte grelle Pink („Hot Pink“) damals industriell nicht herstellbar war, musste sie auf sieben Streifen reduziert werden.
Als die Fahne im November 1979 am Protest- und Trauermarsch verwendet wurde, entfernte das Komitee den türkisfarbenen Streifen, um die Farben gleichmäßig entlang der Paraden-Route aufteilen zu können: drei Farben auf jeder Straßenseite. Gleichzeitig wurde statt Indigoblau Königsblau verwendet.
- (Hot Pink = „Sexualität“)
- Rot = „Leben“
- Orange = „Gesundheit“
- Gelb = „Sonnenlicht“
- Grün = „Natur“
- (Türkis = „Kunst“)
- Königsblau = „Harmonie“
- Violett = „Geist“

Vereinzelt wird ein schwarzer Streifen hinzugefügt, er soll an die AIDS-Problematik erinnern. Zunächst wurde die Regenbogenfahne andersherum, nämlich von Violett nach Rot abgebildet. Nachdem die Feministinnen Violett als „ihre Farbe“ kürten, wurde der Regenbogen gedreht, Rot stand ab sofort oben. Inzwischen gibt es Bestrebungen wieder die originale achtstreifige Fahne zu etablieren, da Hot Pink inzwischen gefertigt werden kann und kein Bereich ausgeschlossen werden soll. Zu diesem Zwecke wurde am 15. Juni 2004 die größte Regenbogenfahne der Welt (2 km × 5 m, 3 t) längs der Duval Street in Key West gespannt.
In Deutschland wurde die Regenbogenfahne erstmals 1996 an einem öffentlichen Gebäude gehisst. Auf Vorschlag des damaligen Schwulenverbandes Berlin-Brandenburg SVD (heute LSVD) wurde die Fahne anlässlich des Lesbisch-schwulen Stadtfestes und des Christopher Street Days in Berlin an den Rathäusern von Schöneberg, Tiergarten und Kreuzberg gehisst. Dies zog den so genannten „Berliner Flaggenkrieg“ nach sich, in dem der damalige Berliner Innensenator Jörg Schönbohm über mehrere Jahre hinweg erfolglos versuchte, die Fahnenhissungen in den Berliner Bezirken unter Verweis auf die Berliner Flaggenverordnung zu verhindern. Seit dem Amtsantritt von Klaus Wowereit als Regierender Bürgermeister 2001 werden die Regenbogenfahnen von diesem gemeinsam mit Vertretern des LSVD jährlich zum Christopher Street Day am Roten Rathaus gehisst. LSVD-Geschäftsführer Jörg Steinert spricht inzwischen von einer Berliner „Tradition“. Während der Bauarbeiten am Roten Rathaus fand die zentrale Flaggenhissung mit Regierendem Bürgermeister, LSVD Berlin-Brandenburg und einer (jährlich wechselnden) prominenten Person am U-Bahnhof Nollendorfplatz statt.
Vom 1. bis zum 30. Juni 2001 hing am Wiener Donauturm anlässlich der Veranstaltungen um den Europride 2001 die bis dahin größte Regenbogenfahne Europas (60 m × 6 m), welche vom Verein Austrian Gay Professionals gespendet worden war. Die „Eröffnungsveranstaltung“ fand im Beisein von Gilbert Baker statt. Danach ging die Fahne in die nächste Europride-Stadt Köln.
Erst die Überwindung der AIDS-Krise, durch die erhöhte Wirksamkeit antivitaler Therapien, in den 2000er Jahren und dem Ende der damit verbundenen besonderen Diskriminierung von Männern, die Sex mit Männern haben (MSM), führten bei anderen queren Personengruppen zum Abbau der Vorurteile gegen die Regenbogenflagge als eigenes Symbol. Ende der 1990er Jahre waren für Lesben, Bisexuelle und Transgender noch jeweils eigene Pride-Flaggen entwickelt worden.
Gleichzeitig kam es innerhalb der queren Community zu einer immer stärker aufkommenden Diskussion über Geschlechter, Geschlechtsidentitäten und sexuelle Orientierungen und der Etablierung des Begriffes LGBT. Daher entwickelten sich auch zahlreiche Varianten der Regenbogenfahne, von denen einige auch andere LGBT-Symbole integrierten. Anfang Juni 2015 wurde die Fahne in ihrer ursprünglichen Fassung in die feste Kollektion des Museum of Modern Art in New York aufgenommen.

Fortschritts-Prideflagge von Daniel Quasar

2017 kombinierte der Grafikdesigner Daniel Quasar die Regenbogenflagge mit einem Keil auf der linken Seite in Farben der Trans-Pride-Flagge von Monica Helms und in braun und schwarz, den Farben der marginalisierten PoC-Communities. Dieser Keil, der in die Richtung, auf die Regenbogenflagge zeigt, symbolisiert die Richtung des Fortschritts, der noch erreicht werden soll. „Durch die Farben soll ein besonderes Augenmerk auf trans Menschen und Schwarze und andere Personen of Color gelegt werden. Außerdem soll der schwarze Streifen diejenigen repräsentieren, die mit AIDS und dem dazugehörigen Stigma leben oder daran gestorben sind.“

Intersex-inklusive Pride-Flagge von Valentino Vecchietti.

2021 hat die Intersex-Aktivistin Valentino Vecchietti die von Daniel Quasar entworfene Flagge weiterentwickelt, um Elemente der Intersex-Flagge einzubinden. Im Design wurde ein violetter Ring auf gelbem Grund in den weißen Winkel eingefügt. Des Weiteren wurde die grüne Farbe angepasst und aufgehellt, was keine symbolische Bedeutung hat. Die Organisation Intersex Equality Rights UK, für die Valentino Vecchietti tätig ist, hat die Flagge auf Instagram und Twitter veröffentlicht.
Seit 2019 werden in Österreich einzelne Fußgängerübergänge, vulgo Zebrastreifen, mit den Regenbogenfarben versehen. Damit diese Straßenmarkierung rechtskonform bleibt, wechselt sich jeweils ein weißer Streifen mit einem Farbstreifen ab. Zwischen den in Gehrichtung etwa 30 cm breiten Streifen verbleiben je etwa 3 cm Straßenbelag unbemalt.

## Regenbogenfarben von Greenpeace

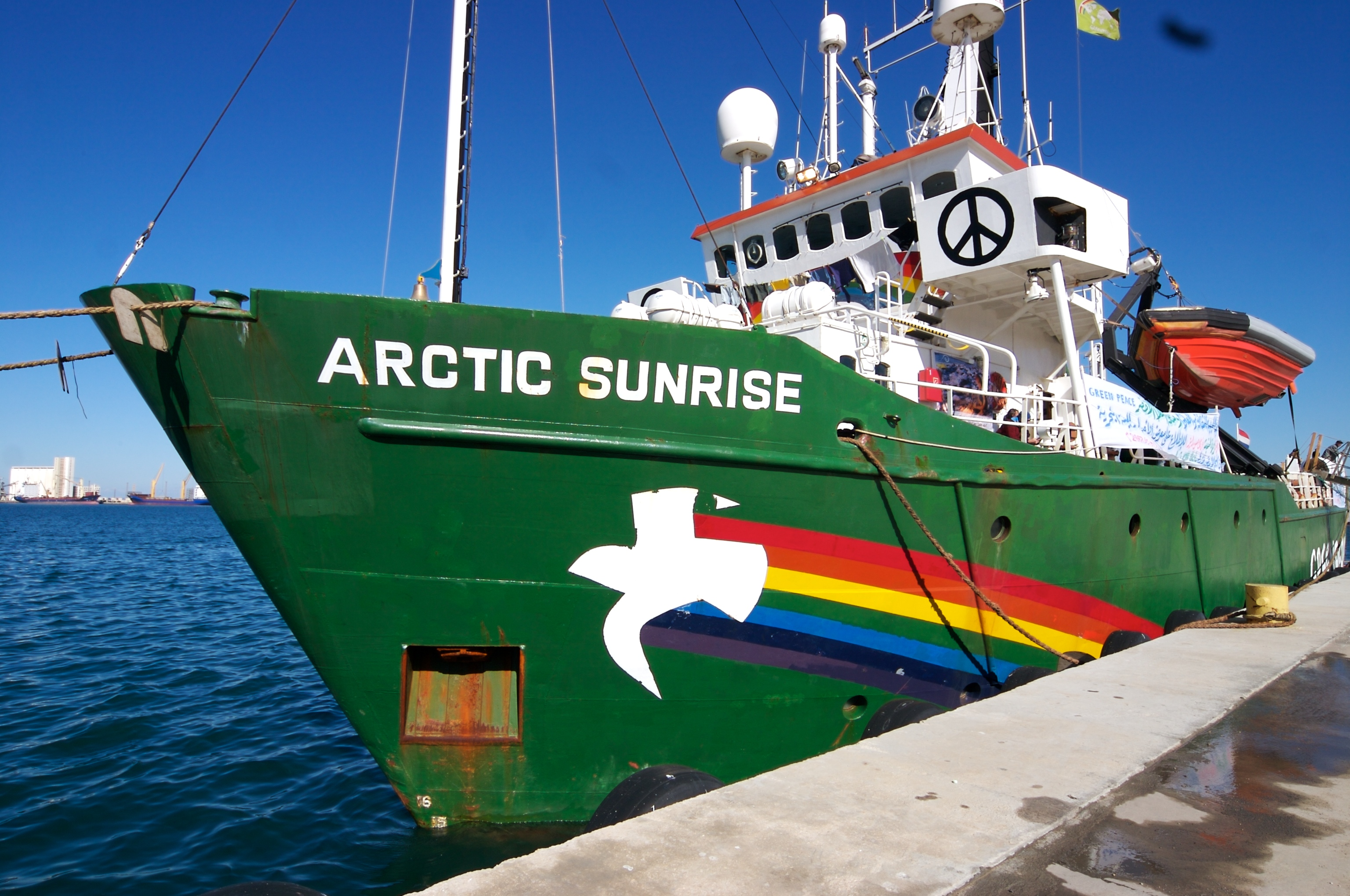
Regenbogenflagge am Bug eines Greenpeace-Schiffes

Die Umweltschutzorganisation Greenpeace verwendet das Regenbogensymbol auf Flaggen, allerdings in Form eines siebenfarbigen Bogens vor (meist) weißem Hintergrund. Verbunden ist damit eine in der Hippiebewegung kursierende Geschichte über eine indianische Regenbogenkrieger-Prophezeiung, welche namensgebend und identitätsstiftend für die Rainbow Family ist.
Greenpeace nannte drei Schiffe Rainbow Warrior, diese zeigten auch die Regenbogengrafik.

## International Co-operative Alliance
Die International Co-operative Alliance (ICA), ein internationales Bündnis von Genossenschaften, verwendete seit 1925 den Regenbogen und die Regenbogenfahne mit sieben Farben als Symbol. Um Verwechslungen mit heutigen, anderen Regenbogenfahnen zu vermeiden, wird seit 2001 ein neues Logo verwendet. Es zeigt den Teil eines sechsfarbigen Regenbogens, aus dem stilisierte Friedenstauben entstehen. Die siebte Farbe, Violett, findet sich im Schriftzug darunter wieder.

## Flagge von öffentlich-rechtlichen Körperschaften

### Stadt Cusco

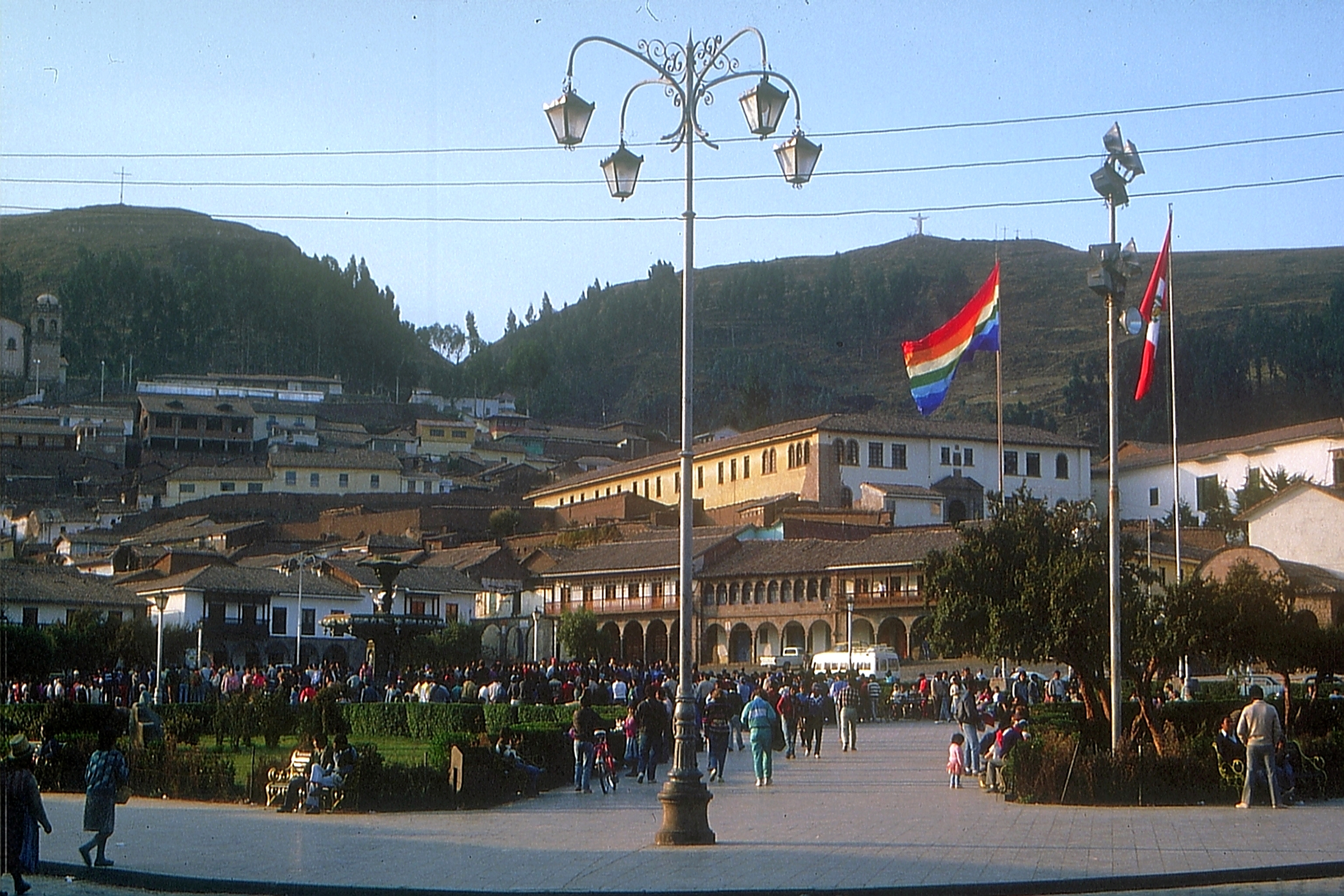
Die „Flagge von Tahuantisuyo“ in Cusco

Seit 1978 ist die „Flagge von Tahuantisuyo“ (la bandera del Tahuantisuyo) offizielles Symbol der Stadt Cusco. Die sieben Farben sind von Rot nach Violett angeordnet.
Die Farben des Regenbogens wurden angeblich schon in einer Flagge des Inkareiches, des Tahuantinsuyo („Land der vier Teile“), verwendet. Die älteste dokumentierte Verwendung im Kontext der indigenen Bewegung in der Andenregion stammt jedoch aus der Zeit des peruanischen Aufstandes unter Tupaq Amaru II. in den 1780er Jahren. Die nationale Akademie für peruanische Geschichte bezweifelt, dass im Inkareich überhaupt eine Flagge verwendet wurde.

### Fahne der Jüdischen Autonomen Oblast

Flagge der Jüdischen Autonomen Oblast in Russland

Die Flagge der Jüdischen Autonomen Oblast im fernen Osten Russlands zeigt die Farben des Regenbogens auf weißem Hintergrund.

### Flaggenentwurf in Armenien
Der armenische Maler Martiros Sarjan aus Neu-Nachitschewan entwarf als Flagge für die 1918 ausgerufene Demokratische Republik Armenien eine Regenbogenflagge. Diese setzte sich jedoch nicht durch. Stattdessen wurde die rot-blau-orangefarbene Trikolore ausgewählt.

## Schriftzeichen
Im Unicode-Standard kann die Flagge als Kombination der Emojis 🏳️ (weiße Fahne) und 🌈 (Regenbogen), mit einem breitenlosen Verbinder, dargestellt werden: 🏳️‍🌈.

## Ähnliche Symbole
- Friedenszeichen
- LGBT-Symbole

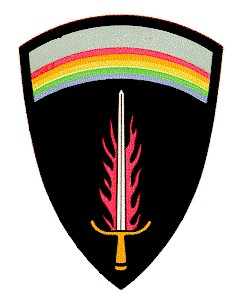
Ärmelabzeichen des Supreme Headquarters Allied Expeditionary Force

- Nichtbinäre Geschlechtsidentität#Flaggen
- Wiphala